# 艾吉耶
艾吉耶（法語：Aiguilhe，法語發音：[egɥij] ⓘ），法国东南部市镇，位于奥弗涅-罗讷-阿尔卑斯大区上卢瓦尔省，隶属于勒皮区，其市镇面积为1.1平方公里，2022年1月1日时人口数量为1,483人，在法国城市中排名第7,107位。
艾吉耶位于上卢瓦尔省中部，省会勒皮市区北侧，因其境内的艾吉耶岩（Rocher d'Aiguilhe）及顶上的艾古力圣弥额尔礼拜堂而闻名。

## 地名来源
“艾吉耶”一名来源于拉丁语单词“acucula”或“acula”，意为“针尖”，可能与当地的一处独立高耸的岩石有关。
艾吉耶所在区域历史上曾通行奥克语，“Aiguilhe”在奥克语维基百科及Openstreetmap中对应的拼写为“Agulha”。

## 历史
艾吉耶历史上长期为勒皮的一部分。中世纪中期，勒皮主教戈德斯卡尔克主持在艾吉耶的一处岩石顶端修建教堂，此乃艾古力圣弥额尔礼拜堂的前身。此后，该教堂成为圣雅各之路东线的一个重要地标性建筑物。法国大革命后，艾吉耶成为上卢瓦尔省的一个市镇。二战后，艾吉耶境内人口数量有所增加。

## 地理

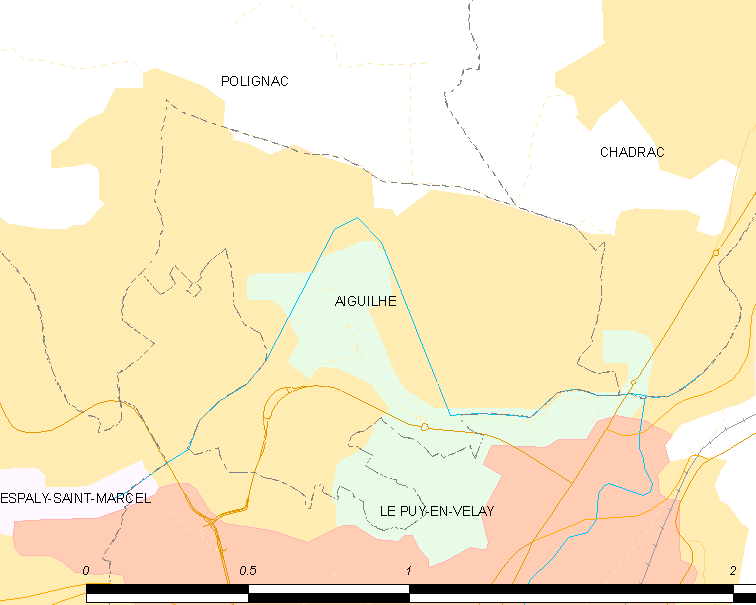
艾吉耶市镇范围地图

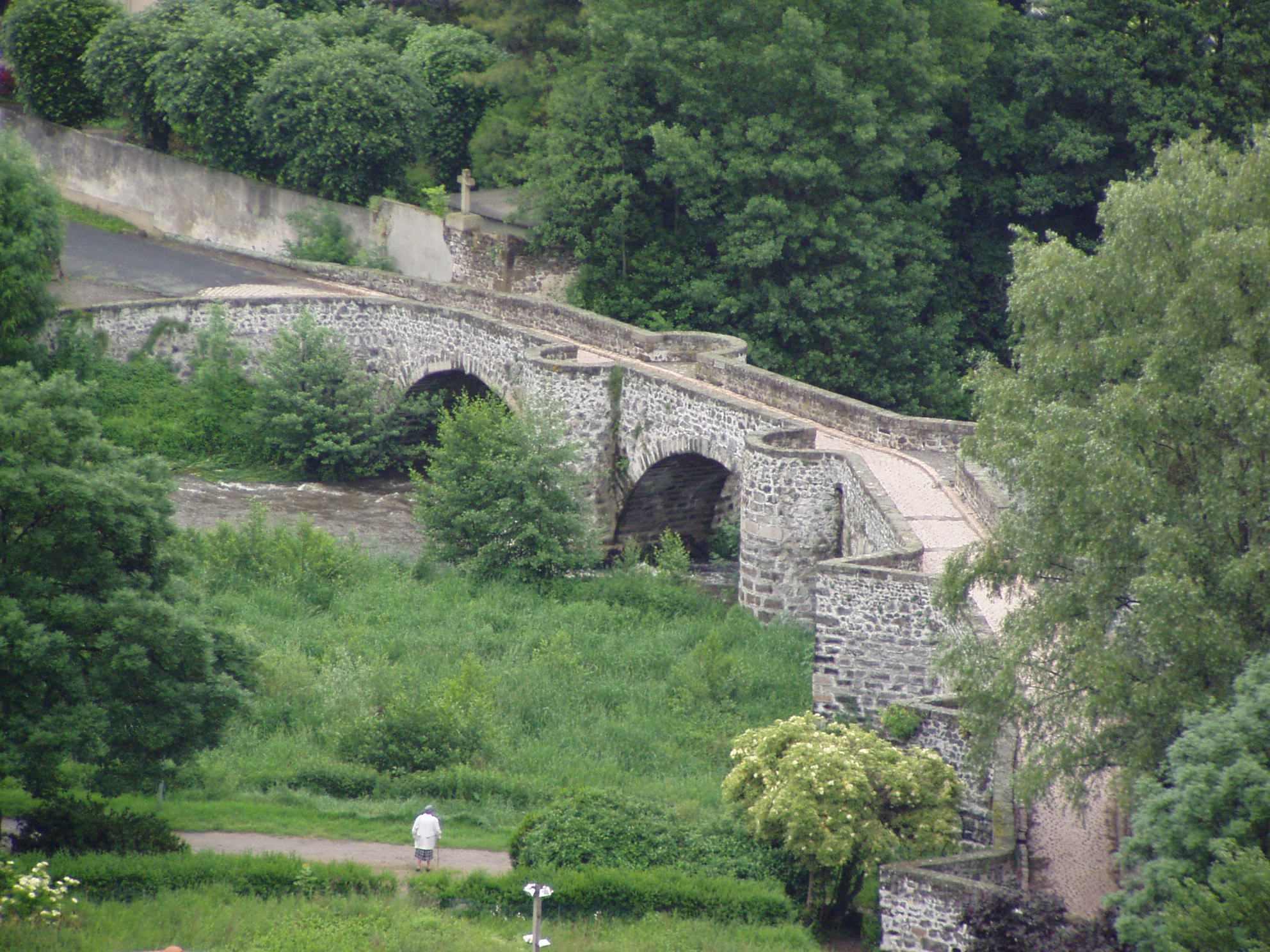
横跨博尔讷河的罗德里桥

艾吉耶位于法国东南部，奥弗涅-罗讷-阿尔卑斯大区中南部偏西和上卢瓦尔省中部，距离省会勒皮大约1公里。与艾吉耶接壤的市镇包括：沙德拉克、波利尼亚克、勒皮。

### 地形
艾吉耶位于法国中央高原腹地，沃莱山地区，境内以丘陵为主，市镇中心地势较为平坦，高达82米的艾吉耶岩位于镇中心，全境海拔则在609到751米之间。

### 水文
艾吉耶位于卢瓦尔河流域范围内，博尔讷河自西向东穿过市中心。

### 植被
艾吉耶属于温带阔叶混交林区，部分区域分布有针叶林，林地主要分布于河流附近。
在鲜花城市的评比中，艾吉耶暂未被评级。

### 气候
艾吉耶在柯本气候分类法中属于山地气候。

## 行政区划
艾吉耶的市镇编号为43002，邮政编号为43000。
在行政管理方面，艾吉耶隶属于法国奥弗涅-罗讷-阿尔卑斯大区上卢瓦尔省勒皮区；在地方选举方面，艾吉耶隶属于勒皮第二县，其市镇范围全境被划入上卢瓦尔省第二选区；在社会管理方面，艾吉耶是勒皮城市圈公共社区的组成部分。
法国国家统计与经济研究所（简称）在进行数据统计时，将艾吉耶及相邻的另外8个市镇设为勒皮城市核心区，并将包括核心区在内的周边共49个市镇划为勒皮城市区。自2020年起，勒皮城市区被包含59个市镇的勒皮城市辐射区代替。此外，还将艾吉耶市镇整体看作一个“块区”（IRIS），以便于统计人口分布情况。

## 交通

### 公路
上卢瓦尔省省道D13线经过艾吉耶境内。
2019年，78.2%的艾吉耶家庭拥有至少一辆私人汽车。2018年，艾吉耶境内共发生各类交通事故1起，造成1人受伤。
| 20 | 72 |

| 勒皮 | 1 |

| 伊桑若 | 28 |

| 阿尔宗河畔克拉波讷 | 37 |

### 铁路
距离艾吉耶最近的客运铁路车站为勒皮站。该站开行前往圣艾蒂安和克莱蒙费朗两个方向的区域列车。

### 航空
距离艾吉耶最近的民用航空站为勒皮机场，距离艾吉耶市中心的公路里程约14公里。

### 城市公共交通
艾吉耶为勒皮城市公共交通（商业名称为）的服务范围，后者是勒皮城市圈公共社区的城市公共交通系统。截至2022年11月，该系统共包括13条普通公交线路，其中公交E线和P线经过艾吉耶境内。

## 政治
艾吉耶的现任市长为先生达尼埃尔·茹贝尔先生（Daniel JOUBERT），他是一名无党派人士，在2020年的市政选举中获得了100.00%的支持率（无其他候选人）。
在2022年的法国总统大选中，法国第25任总统埃马纽埃尔·马克龙在艾吉耶获得了68.53%的支持率。

## 人口
2019年，艾吉耶市镇人口数量为1,473，在法国排名第7,107位。其中男性694人，女性779人，75岁及以上人口占14.5%，外籍人口（Popultionétrngère）数量为36人，人口密度为1,339人/平方公里，当地居民被称为（男性）或（女性）。2020年，艾吉耶境内出生15人，死亡人口18人。
| 艾吉耶1901年－2019年人口变化情况 |
|                                  |
| 数据来源：Cassini、INSEE         |

## 经济
艾吉耶是勒皮的一个近郊卫星城。截止2022年11月，艾吉耶市镇范围内共有各类用人单位（包含自雇）233家，平均历史为17年，均为中小型企业（PME），2022年9月至11月间，当地的经济活力指数为0.43%。（大型零售）、（房屋租赁）及（房地产）是当地2021年营业额最高的三个企业，分别为32,677,361欧元、1,447,891欧元和623,869欧元。

## 财政与居民收入
2020年，艾吉耶的财政收入总额为834,780欧元，财政支出总额为589,060欧元，当年的债务总额为1,037,990欧元。2021年，艾吉耶市镇共获得67,473欧元的国家财政补助，比上一年减少了11.34%。
2020年，艾吉耶的人均月收入总额为2745欧元，高于法国平均水平（2,303欧元）。
2019年，艾吉耶境内的青壮年（15至64岁）失业率为10.2%，当地59.2%的家庭拥有纳税资格，平均纳税4,370欧元，高于法国平均水平（3,910欧元）。

## 社会事务

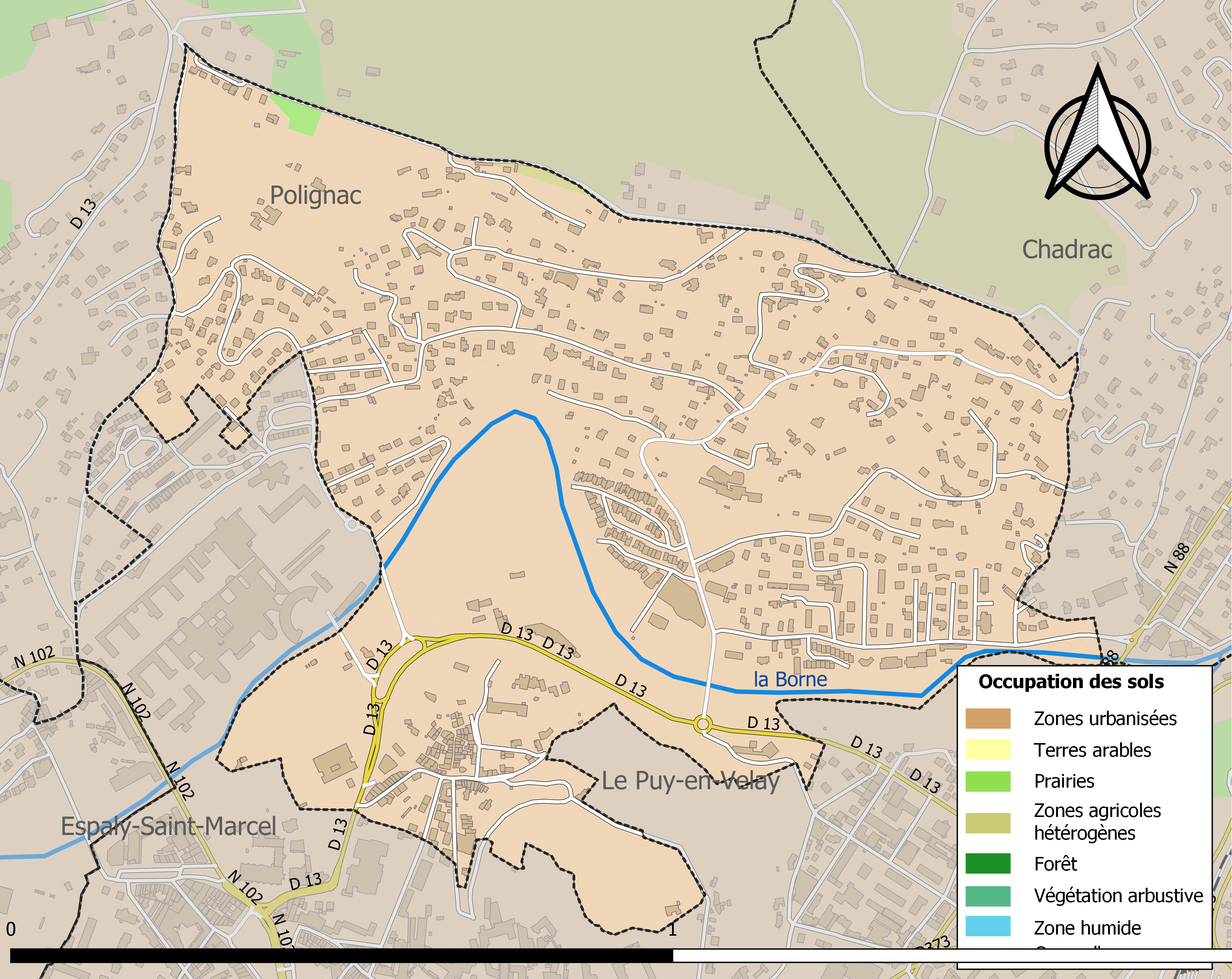
艾吉耶土地利用情况地图

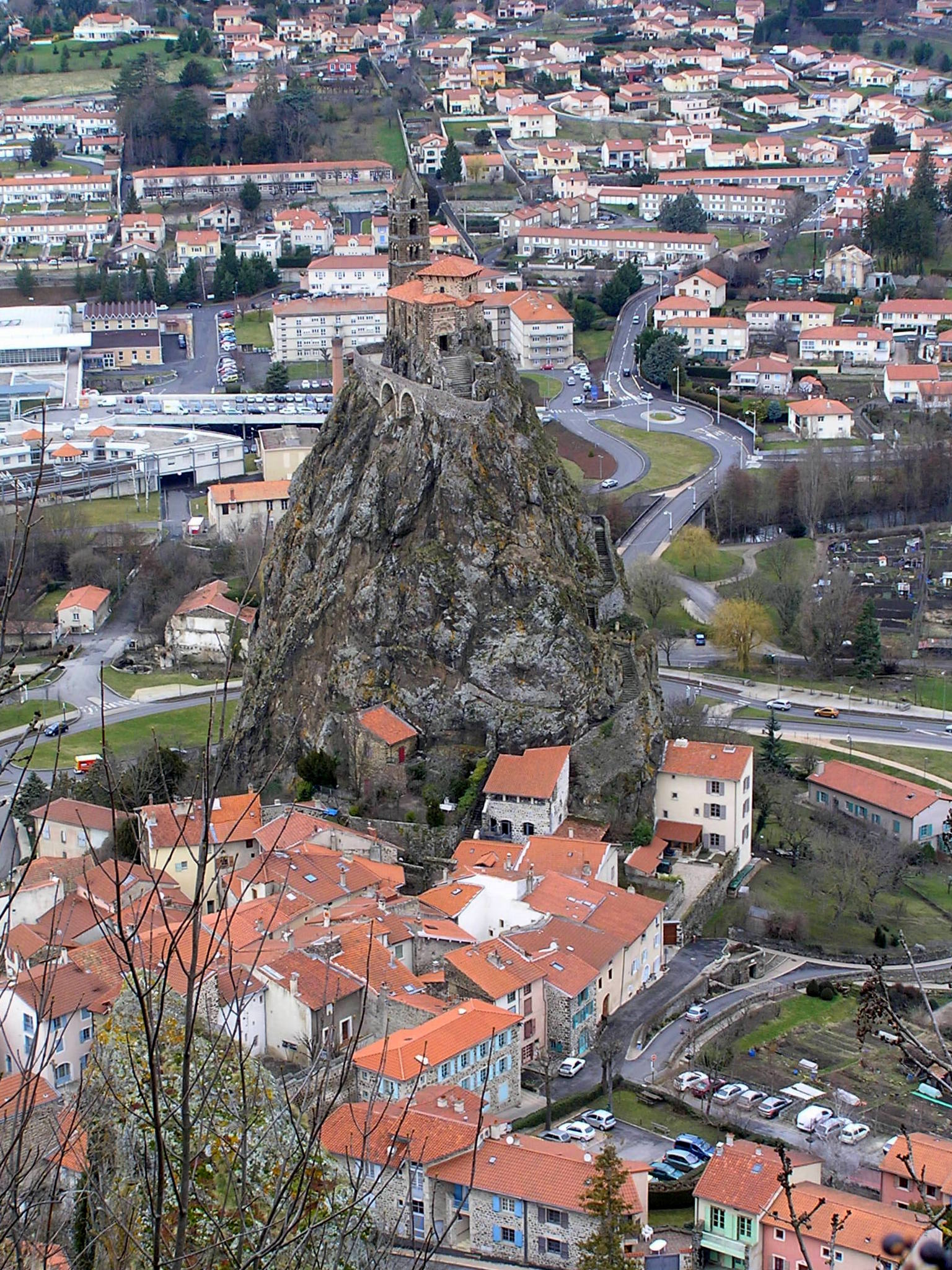
教堂附近的居民区

### 教育
艾吉耶属于克莱蒙费朗学区。截止2021年1月1日，艾吉耶境内共有1所小学。

### 医疗
截止2021年1月1日，艾吉耶境内共有全科医生4名、保健师8名、牙医3名、护士7名和妇科医生1名。境内共有药房1家。
距离艾吉耶最近的区域性医疗机构为勒皮中心医院（Centre Hospitalier du Puy-en-Velay），其主病区埃米尔·鲁医院（Centre Hospitalier Emile Roux）位于勒皮市区，其东侧和南侧与艾吉耶接壤，该院设有床位561个，是当地规模最大的公立综合性医院。

### 住房
2019年，艾吉耶境内共有各类住房870套，其中68.9%为独立式居民区，主要分布于市区X部；31.1%为集中式居民区，主要分布于市区X部。常住房屋占艾吉耶市镇范围内居民建筑总量的87.1%。
在住房保障政策方面，2021年，艾吉耶境内共有89户家庭获得了住房经济补助，受益人数占总人口数量的6.0%，其中93份为房租补助。

### 商业
2021年，艾吉耶境内共有各类实体商铺18家，其中餐厅2家、大型超市1家、杂货店1家、美容美发店3家、汽车维修店1家。镇中心建有一家Super U综合超市。

### 体育
2021年，艾吉耶境内共有1处足球或橄榄球场。
截至2022年10月，艾吉耶足球俱乐部（Aiguilhe Football Club，编号550831）是艾吉耶境内唯一的注册足球俱乐部，该俱乐部成立于2003年，其主队2022至2023赛季参加上卢瓦尔省足球联赛丙组（法国第十一级别），其主场为市政球场（Stade Municipal）。

### 环境
艾吉耶的环境事务由其所属的勒皮城市圈公共社区联合各级政府协调负责。2021年，艾吉耶境内暂无污染企业。

### 治安
艾吉耶及其附近的共6个市镇是勒皮警区（zone police de Le Puy en Velay）的管辖范围。2020年，该警区累计记录各类案件2,053起，其中盗窃类案件1,039起，经济类案件258起，毒品交易类案件189起。

## 文化

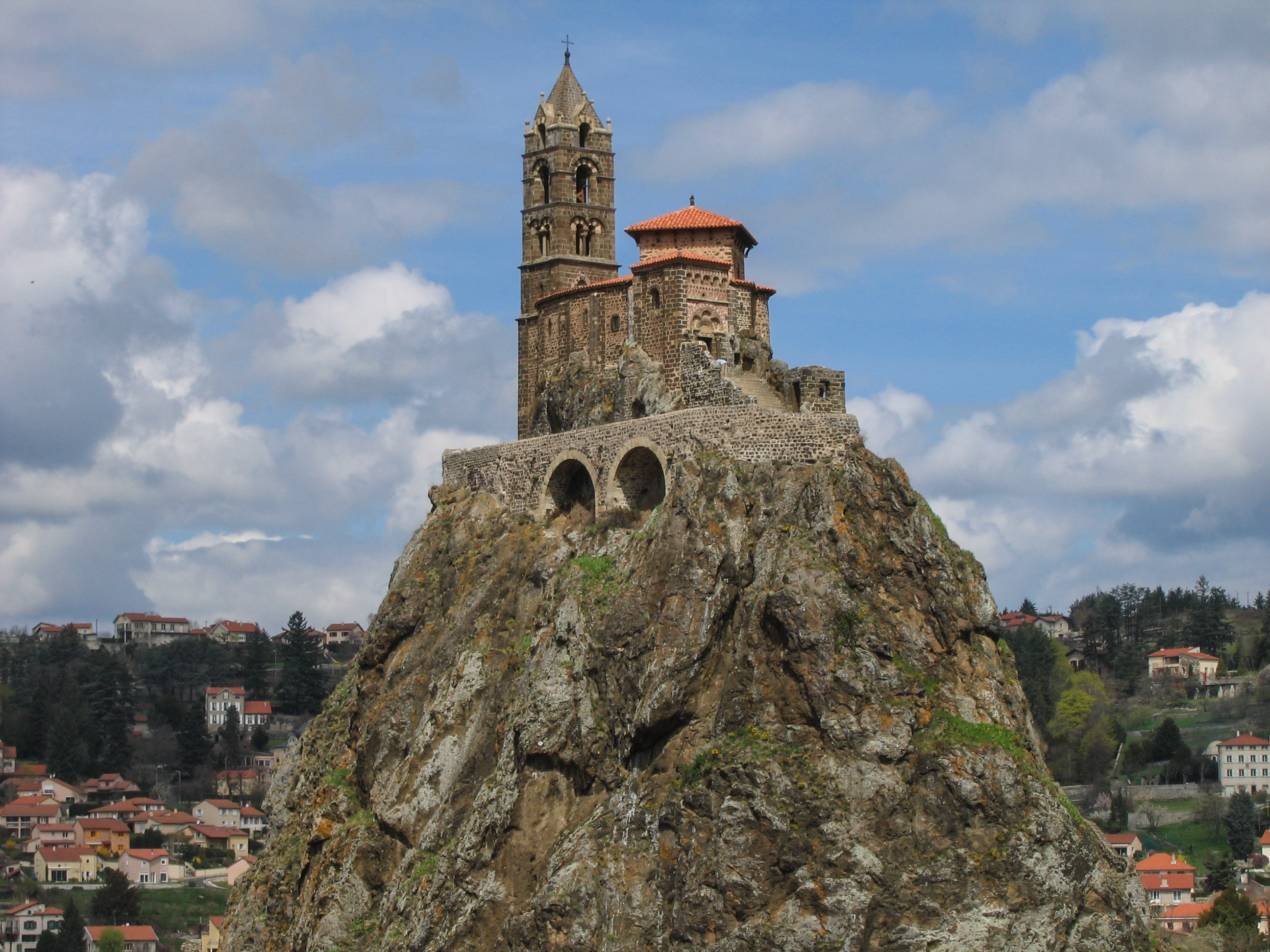
艾古力圣弥额尔礼拜堂

2021年，艾吉耶境内暂无任何文化设施。艾吉耶市政府提供多媒体中心。

### 建筑
艾吉耶境内有多处历史建筑，其中艾古力圣弥额尔礼拜堂和圣克莱尔小教堂为法国国家文物保护单位。

### 旅游
艾吉耶的旅游事务由其所属的勒皮城市圈公共社区负责。2022年，艾吉耶境内共有0家酒店共计0间房间；另有1个露营地，可容纳共132辆露营车。

### 媒体
法国主要的媒体均可在艾吉耶接收，法国电视三台下属的奥弗涅-罗讷-阿尔卑斯大区频道在部分时段播出艾吉耶所属区域的地方新闻。《进步报》、《上卢瓦尔省觉醒报》、蓝色法兰西奥弗涅广播、Scoop广播等是当地主要的地方性媒体。

## 友好城市
截至2022年11月，艾吉耶共与一座城市互为友好城市关系：
- 法國 莱吉耶